# Moje slunce Mad
Moje slunce Mad (slovensky Moja afganská rodina; anglicky My Sunny Maad) je česko-slovensko-francouzský koprodukční animovaný film režisérky Michaely Pavlátové z roku 2021. Vzniklý na motivy novely Frišta (2004) novinářky Petry Procházkové, snímek vypráví o dívce Heleně (alias Herra) z Prahy, která se chce v Kábulu vdát za svého spolužáka Nazira.
Film byl nominován na Zlatý glóbus v kategorii nejlepší animovaný film, v lednu 2022 získal cenu Trilobit a v únoru 2023 získal v kategorii animovaných filmů francouzskou národní filmovou cenu César.

## Výroba a uvedení
Film podpořil Státní fond kinematografie částkou téměř 21 milionu korun. Autorka Michaela Pavlátová ho tvořila celkem pět let. V červnu 2021 byl uveden na festivalu v Annecy, kde získal Cenu poroty; po 28 letech od filmu Motýlí čas se jednalo o prvního českého zástupce v hlavní soutěži festivalu. V srpnu 2021 byl speciálně uveden na festivalu v Karlových Varech. a v září zahájil 34. ročník  filmové přehlídky Finále v Plzni.

## Obsazení
| Zuzana Stivínová | Herra |
| Hynek Čermák     | Nazir |

## Recenze
- Spooner, MovieZone.cz